# Nakauriïta
La nakauriïta és un mineral de la classe dels sulfats. S'anomena així en referència a la seva localitat tipus. El contingut de sulfat originàriament reportat sembla qüestionable d'acord amb diverses fonts de la literatura. L'estructura cristal·lina n'és desconeguda. Alguns autors en suggereixen aquesta fórmula (Mg, Cu)x(CO3)y(OH)z·nH₂O (en què x, y, z són desconeguts).

## Classificació
Segons la classificació de Nickel-Strunz, la nakauriïta pertany a «07.D - Sulfats (selenats, etc.) amb anions addicionals, amb H₂O, amb cations de mida mitjana i grans; amb NO₃, CO₃, B(OH)₄, SiO₄ o IO₃», juntament amb aquests minerals: darapskita, humberstonita, ungemachita, clinoungemachita, charlesita, ettringita, jouravskita, sturmanita, thaumasita, carraraïta, buriatita, bentorita, korkinoïta, tatarskita, rapidcreekita, chessexita, carlosruizita, fuenzalidaïta i txeliabinskita.

## Característiques
La nakauriïta és un sulfat de fórmula química Cu₈(SO₄)₄(CO₃)(OH)₆·48H₂O. Cristal·litza en el sistema ortoròmbic.

## Formació i jaciments
S'ha descrit en vetes que tallen serpentinites massives i també en cromatites. Es troba associada a crisòtil, magnetita, artinita, piroaurita, brochantita, malaquita (Nakauri, Japó); cal·laghanita, hidromagnesita (Gabbs, Nevada, EUA); antigorita, magnesita, talc, quars (Pedrera Cedar Hill, Pennsilvània, EUA); crisòtil, theophrastita, pentlandita, heazlewoodita (Pedrera Hagdale, Escòcia).